# Liste des plus anciens noms de domaine enregistrés
Cette liste recense les plus anciens noms de domaine enregistrés du Domain Name System de l'internet.

## Liste des plus anciens noms de domaine enregistrés
| Date              | TLD   | Nom de domaine | Enregistré au nom de                                 |
| ----------------- | ----- | -------------- | ---------------------------------------------------- |
| 1er janvier 1985  | .org  | org            | DARPA                                                |
| 1er janvier 1985  | .edu  | edu            | DARPA                                                |
| 1er janvier 1985  | .net  | net.           | DARPA                                                |
| 1er janvier 1985  | .net  | nordu.net.     | NORDUnet                                             |
| 1er janvier 1985  | .mil  | mil.           | Defense Data Network                                 |
| 1er janvier 1985  | .gov  | gov.           | DARPA                                                |
| 1er janvier 1985  | .arpa | arpa.          | DARPA                                                |
| 15 mars 1985      | .com  | symbolics.com  | Symbolics                                            |
| 24 avril 1985     | .com  | bbn.com        | BBN Technologies                                     |
| 24 avril 1985     | .edu  | berkeley.edu   | University of California, Berkeley                   |
| 24 avril 1985     | .edu  | cmu.edu        | Carnegie-Mellon University                           |
| 24 avril 1985     | .edu  | purdue.edu     | Purdue University                                    |
| 24 avril 1985     | .edu  | rice.edu       | Université Rice                                      |
| 24 avril 1985     | .edu  | ucla.edu       | University of California, Los Angeles                |
| 25 avril 1985     | .edu  | rutgers.edu    | Université Rutgers                                   |
| 23 mai 1985       | .edu  | mit.edu        | Massachusetts Institute of Technology                |
| 24 mai 1985       | .com  | think.com      | Thinking Machines                                    |
| 27 juin 1985      | .edu  | harvard.edu    | Université Harvard                                   |
| 5 juillet 1985    | .edu  | columbia.edu   | Columbia University                                  |
| 10 juillet 1985   | .org  | mitre.org      | Mitre Corporation                                    |
| 11 juillet 1985   | .com  | mcc.com        | Microelectronics and Computer Technology Corporation |
| 15 juillet 1985   | .edu  | cornell.edu    | Université Cornell                                   |
| 18 juillet 1985   | .edu  | uiuc.edu       | University of Illinois at Urbana–Champaign           |
| 24 juillet 1985   | .edu  | udel.edu       | University of Delaware                               |
| 31 juillet 1985   | .edu  | umd.edu        | Université du Maryland                               |
| 13 août 1985      | .edu  | utexas.edu     | University of Texas at Austin                        |
| 20 août 1985      | .edu  | usc.edu        | University of Southern California                    |
| 30 septembre 1985 | .com  | dec.com        | Digital Equipment Corporation                        |
| 30 septembre 1985 | .edu  | wisc.edu       | University of Wisconsin-Madison                      |
| 30 septembre 1985 | .edu  | uci.edu        | Université de Californie à Irvine                    |
| 4 octobre 1985    | .edu  | stanford.edu   | Université Stanford                                  |
| 7 octobre 1985    | .edu  | umich.edu      | Université du Michigan                               |
| 7 novembre 1985   | .com  | northrop.com   | Northrop Corporation                                 |
| 9 janvier 1986    | .com  | xerox.com      | Xerox                                                |
| 17 janvier 1986   | .com  | sri.com        | SRI International                                    |
| 3 mars 1986       | .com  | hp.com         | Hewlett-Packard                                      |
| 5 mars 1986       | .com  | bellcore.com   | Bell Communications Research                         |
| 19 mars 1986      | .com  | ibm.com        | International Business Machines                      |
| 19 mars 1986      | .com  | sun.com        | Sun Microsystems                                     |
| 25 mars 1986      | .com  | intel.com      | Intel                                                |
| 25 mars 1986      | .com  | ti.com         | Texas Instruments                                    |
| 25 avril 1986     | .com  | att.com        | AT&T                                                 |
| 8 mai 1986        | .com  | gmr.com        | General Motors Research Laboratories                 |
| 8 mai 1986        | .com  | tek.com        | Tektronix                                            |
| 10 juillet 1986   | .com  | fmc.com        | FMC Corporation                                      |
| 10 juillet 1986   | .com  | ub.com         | Ungermann-Bass                                       |
| 5 août 1986       | .com  | bell-atl.com   | Bell Atlantic                                        |
| 5 août 1986       | .com  | ge.com         | General Electric                                     |
| 5 août 1986       | .com  | grebyn.com     | Grebyn Corporation                                   |
| 5 août 1986       | .com  | isc.com        | Interactive Systems Corporation                      |
| 5 août 1986       | .com  | nsc.com        | National Semiconductor                               |
| 5 août 1986       | .com  | stargate.com   |                                                      |
| 2 septembre 1986  | .com  | boeing.com     | Boeing                                               |
| 18 septembre 1986 | .com  | itcorp.com     | Interrupt Technology Corporation                     |
| 29 septembre 1986 | .com  | siemens.com    | Siemens AG                                           |
| 18 octobre 1986   | .com  | pyramid.com    | Pyramid Technology                                   |
| 27 octobre 1986   | .com  | alphadc.com    | Alpha Communications Development Corporation         |
| 27 octobre 1986   | .com  | bdm.com        | BDM Corporation                                      |
| 27 octobre 1986   | .com  | fluke.com      | Fluke Corporation                                    |
| 27 octobre 1986   | .com  | inmet.com      | Intermetrics                                         |
| 27 octobre 1986   | .com  | kesmai.com     | Kesmai                                               |
| 27 octobre 1986   | .com  | mentor.com     | Mentor Graphics                                      |
| 27 octobre 1986   | .com  | nec.com        | NEC Corporation                                      |
| 27 octobre 1986   | .com  | ray.com        | Raytheon                                             |
| 27 octobre 1986   | .com  | rosemount.com  | Rosemount Inc.                                       |
| 27 octobre 1986   | .com  | vortex.com     | Vortex Technology                                    |
| 5 novembre 1986   | .com  | alcoa.com      | Alcoa                                                |
| 5 novembre 1986   | .com  | gte.com        | General Telephone and Electronics                    |
| 17 novembre 1986  | .com  | adobe.com      | Adobe Systems                                        |
| 17 novembre 1986  | .com  | amd.com        | Advanced Micro Devices                               |
| 17 novembre 1986  | .com  | das.com        | DA Systems, Inc.                                     |
| 17 novembre 1986  | .com  | data-io.com    | Data I/O Corporation                                 |
| 17 novembre 1986  | .com  | octopus.com    | Octopus Enterprises                                  |
| 17 novembre 1986  | .com  | portal.com     | Portal Communications Company                        |
| 17 novembre 1986  | .com  | teltone.com    | Teltone Corporation                                  |
| 11 décembre 1986  | .com  | 3com.com       | 3Com                                                 |
| 11 décembre 1986  | .com  | amdahl.com     | Amdahl Corporation                                   |
| 11 décembre 1986  | .com  | ccur.com       | Concurrent Computer Corporation                      |
| 11 décembre 1986  | .com  | ci.com         | Cognition, Inc.                                      |
| 11 décembre 1986  | .com  | convergent.com | Convergent Technologies                              |
| 11 décembre 1986  | .com  | dg.com         | Data General                                         |
| 11 décembre 1986  | .com  | peregrine.com  | Peregrine Systems                                    |
| 11 décembre 1986  | .com  | quad.com       | Quadratron Systems Inc.                              |
| 11 décembre 1986  | .com  | sq.com         | SoftQuad                                             |
| 11 décembre 1986  | .com  | tandy.com      | Tandy Corporation                                    |
| 11 décembre 1986  | .com  | tti.com        | Citicorp TTI                                         |
| 11 décembre 1986  | .com  | unisys.com     | Unisys                                               |
| 19 janvier 1987   | .com  | cgi.com        | Carnegie Group Inc.                                  |
| 19 janvier 1987   | .com  | cts.com        | Crash TimeSharing                                    |
| 19 janvier 1987   | .com  | spdcc.com      | S.P. Dyer Computer Consulting                        |
| 19 février 1987   | .com  | apple.com      | Apple Computer                                       |
| 4 mars 1987       | .com  | nma.com        | Network Management Associates                        |
| 4 mars 1987       | .com  | prime.com      | Prime Computer                                       |
| 4 avril 1987      | .com  | philips.com    | Philips                                              |
| 23 avril 1987     | .com  | datacube.com   | Datacube Inc.                                        |
| 23 avril 1987     | .com  | kai.com        | Kuck and Associates, Inc.                            |
| 23 avril 1987     | .com  | tic.com        | Texas Internet Consulting                            |
| 23 avril 1987     | .com  | vine.com       | Vine Technology                                      |
| 30 avril 1987     | .com  | ncr.com        | NCR Corporation                                      |
| 14 mai 1987       | .com  | cisco.com      | Cisco Systems                                        |
| 14 mai 1987       | .com  | rdl.com        | Research Development Laboratories                    |
| 20 mai 1987       | .com  | slb.com        | Schlumberger Limited                                 |
| 27 mai 1987       | .com  | parcplace.com  | ParcPlace Systems, Inc.                              |
| 27 mai 1987       | .com  | utc.com        | United Technologies Corporation                      |
| 26 juin 1987      | .com  | ide.com        | Interactive Development Environments                 |
| 9 juillet 1987    | .com  | trw.com        | TRW                                                  |
| 13 juillet 1987   | .com  | unipress.com   | Unipress Software                                    |
| 27 juillet 1987   | .com  | dupont.com     | DuPont                                               |
| 27 juillet 1987   | .com  | lockheed.com   | Lockheed Corporation                                 |
| 28 juillet 1987   | .com  | rosetta.com    | Rosetta Consulting                                   |
| 18 août 1987      | .com  | toad.com       | John Gilmore                                         |
| 31 août 1987      | .com  | quick.com      | Quicksilver Engineering                              |
| 3 septembre 1987  | .com  | allied.com     | AlliedSignal                                         |
| 3 septembre 1987  | .com  | dsc.com        | Digital Sound Corporation                            |
| 3 septembre 1987  | .com  | sco.com        | Santa Cruz Operation                                 |
| 22 septembre 1987 | .com  | gene.com       | Genentech                                            |
| 22 septembre 1987 | .com  | kccs.com       | KC Computer Sciences                                 |
| 22 septembre 1987 | .com  | spectra.com    | Spectragraphics Corporation                          |
| 22 septembre 1987 | .com  | wlk.com        | W.L. Kennedy Jr. & Associates                        |
| 30 septembre 1987 | .com  | mentat.com     | Mentat Inc.                                          |
| 14 octobre 1987   | .com  | wyse.com       | Wyse Technology                                      |
| 2 novembre 1987   | .com  | cfg.com        | Caine, Farber & Gordon, Inc.                         |
| 9 novembre 1987   | .com  | marble.com     |                                                      |
| 16 novembre 1987  | .com  | cayman.com     | Cayman Systems, Inc.                                 |
| 16 novembre 1987  | .com  | entity.com     | Entity Cyber, Inc.                                   |
| 24 novembre 1987  | .com  | ksr.com        | Kendall Square Research                              |
| 30 novembre 1987  | .com  | nynexst.com    | NYNEX Science & Technology                           |
| 25 mars 1986      | .org  | src.org        | Semiconductor Research Corporation                   |
| 10 juillet 1986   | .org  | super.org      | Center for Computing Sciences                        |
| 7 janvier 1987    | .org  | aero.org       | The Aerospace Corporation                            |
| 15 janvier 1987   | .org  | mcnc.org       | Microelectronics Center of North Carolina            |
| 2 avril 1987      | .org  | rand.org       | RAND Corporation                                     |
| 4 avril 1987      | .org  | mn.org         | SkyPoint Communications                              |
| 1er mai 1987      | .org  | rti.org        | RTI International                                    |
| 14 juillet 1987   | .org  | usenix.org     | USENIX                                               |
| 9 décembre 1985   | .edu  | ucsd.edu       | University of California, San Diego                  |
| 23 janvier 1986   | .edu  | arizona.edu    | Université de l'Arizona                              |
| 21 février 1986   | .edu  | ucsf.edu       | Université de Californie à San Francisco             |
| 3 mars 1986       | .edu  | indiana.edu    | Université de l'Indiana à Bloomington                |
| 3 mars 1986       | .edu  | okstate.edu    | Oklahoma State University                            |
| 10 mars 1986      | .edu  | isi.edu        | Information Sciences Institute                       |
| 19 mars 1986      | .edu  | ucdavis.edu    | Université de Californie à Davis                     |
| 19 mars 1986      | .edu  | virginia.edu   | University of Virginia                               |
| 25 mars 1986      | .edu  | ufl.edu        | University of Florida                                |
| 25 mars 1986      | .edu  | bu.edu         | Université de Boston                                 |
| 25 mars 1986      | .edu  | rpi.edu        | Institut polytechnique Rensselaer                    |
| 8 mai 1986        | .edu  | gatech.edu     | Georgia Institute of Technology                      |
| 8 mai 1986        | .edu  | toronto.edu    | University of Toronto                                |
| 2 juin 1986       | .edu  | carleton.edu   | Carleton College                                     |
| 2 juin 1986       | .edu  | duke.edu       | Université Duke                                      |
| 2 juin 1986       | .edu  | upenn.edu      | University of Pennsylvania                           |
| 2 juin 1986       | .edu  | emory.edu      | Université Emory                                     |
| 17 juin 1986      | .edu  | unc.edu        | University of North Carolina at Chapel Hill          |
| 27 août 1986      | .edu  | brown.edu      | Université Brown                                     |
| 27 août 1986      | .edu  | unm.edu        | Université du Nouveau-Mexique                        |
| 2 septembre 1986  | .edu  | syr.edu        | Syracuse University                                  |
| 4 septembre 1986  | .edu  | washington.edu | University of Washington                             |
| 8 octobre 1986    | .edu  | nyu.edu        | New York University                                  |
| 21 novembre 1986  | .edu  | clarkson.edu   | Clarkson University                                  |
| 16 décembre 1986  | .edu  | utah.edu       | University of Utah                                   |
| 19 janvier 1987   | .edu  | byu.edu        | Brigham Young University                             |
| 19 janvier 1987   | .edu  | lsu.edu        | Louisiana State University                           |
| 21 janvier 1987   | .edu  | umn.edu        | University of Minnesota                              |
| 19 février 1987   | .edu  | clemson.edu    | Université de Clemson                                |
| 4 mars 1987       | .edu  | mu.edu         | Université Marquette                                 |
| 17 mars 1987      | .edu  | yale.edu       | Université Yale                                      |
| 3 avril 1987      | .edu  | princeton.edu  | Université de Princeton                              |
| 14 avril 1987     | .edu  | wsu.edu        | Washington State University                          |
| 14 avril 1987     | .edu  | uvm.edu        | University of Vermont                                |
| 16 avril 1987     | .edu  | ncsu.edu       | North Carolina State University                      |
| 22 avril 1987     | .edu  | cuny.edu       | City University of New York                          |
| 27 mai 1987       | .edu  | temple.edu     | Université Temple                                    |
| 5 novembre 1986   | .net  | nsf.net.       | NSFNET                                               |
| 20 mai 1987       | .net  | uu.net.        | UUNET                                                |
| 21 juillet 1987   | .net  | sesqui.net.    | SesquiNet                                            |
| 3 novembre 1988   | .int  | int.           | Internet Assigned Numbers Authority                  |